# 甲斐国造
甲斐国造（かいのくにのみやつこ・かいこくぞう）は、甲斐国を支配した国造。

## 概要

### 表記
『古事記』、『先代旧事本紀』「国造本紀」、『諸系譜』に甲斐国造とある。

### 祖先
- 『古事記』では若倭根子日子大毘毘命（開化天皇）が丸邇臣の祖の日子国意祁都命の妹の意祁都比売命を娶って生まれた日子坐王で、日子坐王が春日之建国勝戸売の女の沙本之大闇見戸売を娶って産んだ子が沙本毘子王であり、この沙本毘子王を甲斐国造と日下部連の祖としている。
- 『先代旧事本紀』「国造本紀」では、景行天皇の御代に狭穂彦王の3世の孫・臣知津彦公の子である4世孫の塩海足尼が甲斐国造に任じられたと記している。

### 氏族
甲斐氏（かいうじ、姓は君）で、皇別出自については異論がある（後述）。

### 考証

#### 国造の氏姓
5世紀後半から6世紀には、現地の在地首長が支配していた農民や職業集団が「部」の単位で編制され、在地豪族が掌握する部を中央の諸豪族や伴造らが統括し貢物や労役などを奉仕させる部民制が成立し、ヤマト王権が地方部民統括のため地方豪族に対して任命した世襲地位である国造制も整えられたとする説がある。
甲斐国では『正倉院宝物』の調庸白あしぎぬ金青袋の墨書銘や笛吹市一宮町に所在する大原遺跡から出土した墨書土器から、山梨郡には王族に従属する名代・子代系の部である日下部が置かれていたことが確認されている。日下部は東海道や東山道などに広く分布するもので、氏姓に関して関晃は『古事記』に同祖と記される日下部とし、姓（かばね）は地方豪族や地方国造にも多く、甲斐国における他の部民管理氏族と共有する直であったと推定しており、他の部民管理氏族とは同族関係であったと考えていて、これが通説的な位置づけである。一方、鈴木正信は二条大路出土木簡に「左大舎人甲斐□」とあることや、他の国造の氏姓が管轄国の地名を負うことから、「甲斐直」を推定している。しかし、両者の説は共に現存史料からは確認できない。

#### 他地域との関係性
考古学的にも4世紀に築造された甲斐銚子塚古墳の墳丘型式や、同古墳から三角縁神獣鏡が出土するなど、畿内王権との強い影響が見られる。

## 本拠
中心は塩海宿禰以降は一貫して北部の山梨郡にあり、なかでも考古遺跡や主要神社・祭祀などから見て、笛吹市の旧春日居町あたりから甲府市東部にかけての地域ではないかとみられる。

### 支配領域
甲斐国に他の国造が設置されていないため、甲斐国全域を支配していたと考えられる。

## 氏神
甲斐国一宮である浅間神社。

### 関連神社
- 玉諸神社（たまもろじんじゃ）
甲府市に鎮座する式内論社で甲斐国三宮。国造二代の速彦宿禰が祭祀したとされる。旧鎮座地を御室山といい、社家は磯部氏を称した。
- 美和神社（みわじんじゃ）
笛吹市に鎮座する式内論社で甲斐国二宮。景行朝に国造の塩見足尼を祭主として祀ったことが起源。
- 甲斐奈神社（かいなじんじゃ）
式内論社が三社存在する。国造の祖・土本毘古王が祭祀を始めたとされる。
- 佐久神社（さくじんじゃ）
甲府市に鎮座する式内論社。大宮山から天神山へ土本毘古王の古墳を改葬し、その跡に創建したとされる。
- 金櫻神社（かなざくらじんじゃ）
甲府市に鎮座する式内論社。景行朝に塩見宿禰に社殿の造営を命じて創祀されたと伝わる。
- 金櫻神社（かなざくらじんじゃ）
山梨市に鎮座する式内論社。京の丹波氏族である塩海足尼が本国の天橋立より橋立明神を勧請したと伝わる。

### 墓
- 大丸山古墳（おおまるやまこふん）
山梨県甲府市にある前方後円墳で、4世紀中期の築造から塩海宿禰の父・臣知津彦命の墓か。
- 甲斐銚子塚古墳（かいちょうしづかこふん）
山梨県甲府市にある前方後円墳で、4世紀後期の築造から国造初祖の塩海宿禰の墓か。
- 天神山古墳（てんじんやまこふん）
山梨県甲府市にある前方後円墳で、4世紀の築造から国造二代の速彦宿禰の墓か。

## 人物
- 塩海足尼（しおみのすくね、塩見足尼、塩海宿禰）
景行朝の初代国造で、複数の神社の創建に関わった。